# Drac la Meri
Drac la Meri és una bèstia festiva i popular vinculada al barri de la Guineueta, Barcelona. És una bèstia de foc i d'animació que representa un drac i pertany al Casal de Joves de la Guineueta. És feta de fibra de vidre i s'aguanta sobre una estructura amb rodes, que es mou empesa per dues persones.
La colla que el porta es va constituir el 1992, quan el Centre Cívic Torre Llobeta, de Nou Barris, va cedir-lo al Casal de Joves de la Guineueta. El drac havia estat construït artesanalment per un taller de dones del Centre Cívic. Posteriorment, la colla va impulsar la Meri més enllà dels correfocs: la va fer protagonista d'un espectacle de música i pirotècnia dinamitzat per un conjunt de discjòqueis anomenats La Meri Parade, que encara avui acompanyen la bèstia.
La Meri participa cada any en les festes majors de la Guineueta i dels barris del voltant, acompanyada dels diables i músics de la colla.